# Mosteiro de Santa Maria de Mezonzo
O Mosteiro de Santa Maria de Mezonzo é um edifício religioso espanhol de estilo românico situado na freguesia de Santa Maria de Mezonzo, concelho de Vilasantar. Embora provavelmente remonte à época do Reino dos Suebos, o actual mosteiro foi fundado como um convento duplo pelo Abade Reterico. Segundo Antonio López Ferreiro, o mosteiro foi doado ao rei asturiano-galego Alfonso III el Magno em 870. Justo Pérez de Urbel, após comparar os nomes dos atestantes de vários documentos relacionados com o mosteiro, considera que o correto é a data de fundação fornecida por Hinojosa, ou seja, o ano 930. 